# Dolmen du Montheil

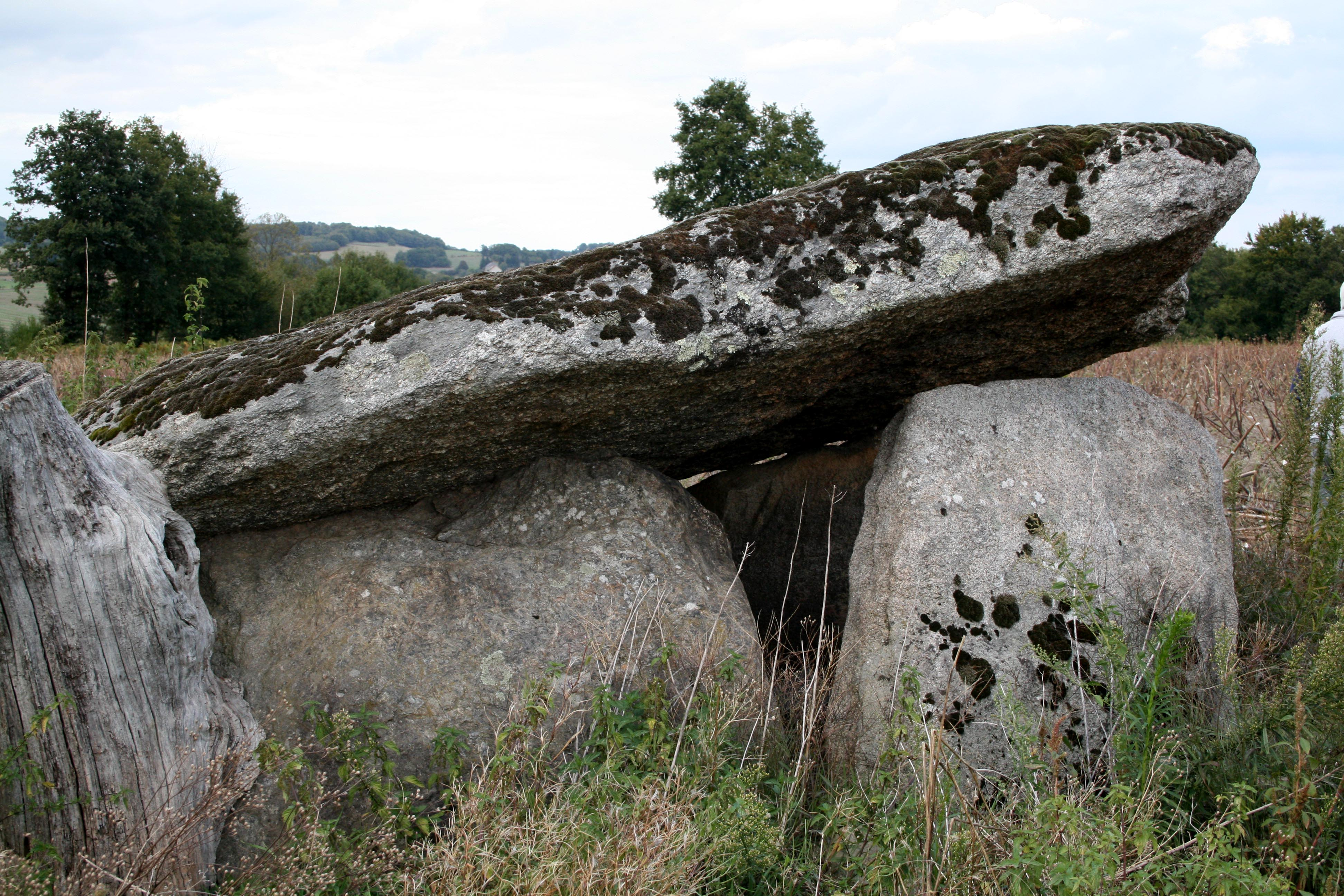
Dolmen du Montheil

Der Dolmen du Montheil (auch Dolmen de Monteil) liegt in einem Feld südlich des Flusses La Gartempe, westlich des Dorfes Folles bei Limoges im Nordosten des Département Haute-Vienne in Frankreich. Er ist nach dem südlich benachbarten gelegenen Weiler Montheil benannt. Dolmen ist in Frankreich der Oberbegriff für neolithische Megalithanlagen aller Art (siehe: französische Nomenklatur).
Der Dolmen besteht aus einseitig zusammengebrochenen Tragsteinpaaren, auf denen der lange Deckstein schräg aufliegt. Er ist aus Schiefer, nahe bei ihm existierte ein Menhir. In der Nähe liegen die Dolmen des Goudours und Dolmen du Cluzeau.
Nach Ansicht der Archäologen gab es in Montheil eine Feuersteinschleiferei, die hauptsächlich Rohstoffe aus der 125 km entfernten Feuersteinmine Le Grand-Pressigny in der Touraine im Département Indre-et-Loire verarbeitete. Der gelbe Feuerstein (bekannt als Pressignien) findet sich über einen Teil Westeuropas verteilt.
Der Dolmen ist seit 1945 als Monument historique klassifiziert.